# Viva la Vida or Death and All His Friends
Viva la Vida or Death and All His Friends – czwarty album brytyjskiego zespołu rockowego Coldplay. W Wielkiej Brytanii wydany został 12 czerwca 2008, a w Ameryce Północnej 17 czerwca 2008. Jeszcze przed ukazaniem się płyty, dwie pochodzące z niej piosenki wydane zostały jako single: „Violet Hill” i „Viva la Vida”. Piosenkę „Life in Technicolor” wykorzystano w ostatniej scenie filmu Noc w muzeum 2.
Pierwszy człon tytułu albumu, Viva la Vida, pochodzi od nazwy obrazu słynnej meksykańskiej malarki Fridy Kahlo. Okładka płyty przedstawia z kolei obraz Wolność wiodąca lud na barykady (La Liberté guidant le peuple) francuskiego malarza Eugène Delacroixa, ukazujący rewolucję lipcową we Francji w 1830.
Album jest laureatem Nagrody Grammy w kategorii Best Rock Album za rok 2009.

## Historia
W grudniu 2006 na stronie internetowej magazynu muzycznego „Billboard” pojawiła się wiadomość o tym, iż nowy album Coldplay ukaże się pod koniec 2007. Zespół zdementował jednak tę informację, zapowiadając jednocześnie trasę koncertową po Ameryce Łacińskiej. Trasa odbyła się na początku 2007, a grupa w jej trakcie tworzyła materiał na Viva la Vida or Death and All His Friends. Z obawy przed przeciekami do Internetu, Coldplay nie zagrał jednak żadnej nowej piosenki podczas występów w ramach tejże trasy.
W styczniu 2007, w trakcie wywiadu w porannej audycji BBC Radio 4, Front Row, Brian Eno przyznał, iż to on będzie producentem albumu. Na stronie internetowej Coldplay pojawiały się aktualne wiadomości na temat sesji nagraniowych Viva la Vida or Death and All His Friends. Muzycy przyznali, że po występach w Hiszpanii i Ameryce Łacińskiej, w piosenkach wyczuwalne są hiszpańskie wpływy.
Podczas sesji nagraniowych albumu, zespół komunikował się z fanami za pośrednictwem swojej strony internetowej. Na niej, pod koniec października 2007, ujawnione zostały tytuły dwóch piosenek z Viva la Vida or Death and All His Friends: „Famous Old Painters” i „Glass of Water”. Kolejna informacja, która ukazała się na początku grudnia 2007, mówiła, że prace nad albumem zbliżają się ku końcowi. Wiadomość ta zatytułowana była „Prospekt”, co wywołało falę plotek, mówiących, iż właśnie tak będzie brzmiała nazwa nowej płyty. W styczniu 2008 grupa ujawniła tytuły kolejnych dwóch piosenek: „Lovers in Japan” i „Strawberry Swing”, a także zaprzeczyła, jakoby album miał nazywać się „Prospekt”.

## Promocja i wydanie
W kwietniu 2008 Chris Martin ujawnił w wywiadzie dla magazynu Rolling Stone tytuł albumu oraz datę jego wydania. 10 kwietnia 2008 na stronie internetowej Coldplay opublikowana została lista utworów płyty i planowana data jej wydania. Dodatkowo, poinformowano, iż pierwszym singlem z Viva la Vida or Death and All His Friends będzie „Violet Hill”, do którego teledysk został nakręcony na Sycylii. Jako drugi singel z tego albumu została wydana piosenka „Viva la Vida”. „Violet Hill” była przez tydzień, począwszy od 29 kwietnia 2008, dostępna za darmo w wersji cyfrowej. Coldplay miał zaplanowane również darmowe występy: 16 czerwca 2008 w Brixton Academy w Londynie, 23 czerwca 2008 w Madison Square Garden w Nowym Jorku oraz w Barcelonie.

## Lista utworów
1. „Life in Technicolor” – 2:38
2. „Cemeteries of London” – 3:21
3. „Lost!” – 3:55
4. „42” – 3:57
5. „Lovers in Japan”/„Reign of Love” – 6:51
6. „Yes” (+ „Chinese Sleep Chant”) – 7:06
7. „Viva la Vida” – 4:04
8. „Violet Hill” – 3:50
9. „Strawberry Swing” – 4:09
10. „Death and All His Friends” (+ „The Escapist”) – 6:18

Utwory bonusowe
1. „Lost?” (wersja akustyczna) – 3:39
2. „Lovers in Japan” (wersja akustyczna) – 3:49

## Twórcy
- Chris Martin – wokal, fortepian, keyboard, gitara
- Jonny Buckland – gitara prowadząca, syntezator, chórki
- Guy Berryman – gitara basowa, chórki, keyboard
- Will Champion – perkusja, instrumenty perkusyjne, chórki

## Certyfikaty i sprzedaż
| Kraj                               | Certyfikat                         | Sprzedaż   |
| ---------------------------------- | ---------------------------------- | ---------- |
| Argentyna (CAPIF)                  | 2x platynowa płyta                 | 80 000+    |
| Australia (ARIA)                   | 4x platynowa płyta                 | 280 000+   |
| Austria (IFPI Austria)             | 2x platynowa płyta                 | 40 000+    |
| Belgia (BEA)                       | 3x platynowa płyta                 | 90 000+    |
| Dania (IFPI Danmark)               | 4x platynowa płyta                 | 80 000+    |
| Finlandia (Musiikkituottajat)      | platynowa płyta                    | 21 000+    |
| Francja (SNEP)                     | diamentowa płyta                   | 500 000+   |
| Hiszpania (Promusicae)             | 2x platynowa płyta                 | 160 000+   |
| Holandia (NVPI)                    | platynowa płyta                    | 60 000+    |
| Irlandia (IRMA)                    | 4x platynowa płyta                 | 60 000+    |
| Kanada (MC)                        | 5x platynowa płyta                 | 400 000+   |
| Meksyk (AMPROFON)                  | złota płyta                        | 40 000+    |
| Meksyk (AMPROFON) (format cyfrowy) | 2x diamentowa + 4x platynowa płyta | 1 120 000+ |
| Niemcy (BVMI)                      | 7x złota płyta                     | 700 000+   |
| Nowa Zelandia (RMNZ)               | 2x platynowa płyta                 | 30 000+    |
| Polska (ZPAV)                      | platynowa płyta                    | 20 000+    |
| Portugalia (AFP)                   | 2x platynowa płyta                 | 40 000+    |
| Stany Zjednoczone (RIAA)           | 2x platynowa płyta                 | 2 000 000+ |
| Szwajcaria (IFPI Schweiz)          | 3x platynowa płyta                 | 90 000+    |
| Szwecja (GLF)                      | platynowa płyta                    | 40 000+    |
| Wielka Brytania (BPI)              | 5x platynowa płyta                 | 1 500 000+ |
| Włochy (FIMI)                      | 2x platynowa płyta                 | 100 000+   |

## Historia wydań
| Kraj                             | Data            | Wytwórnia       | Format |
| -------------------------------- | --------------- | --------------- | ------ |
| Japonia                          | 11 czerwca 2008 | EMI Music Japan | CD     |
| Wielka Brytania                  | 12 czerwca 2008 | Parlophone      | CD     |
| Irlandia                         | 13 czerwca 2008 | Capitol         | CD     |
| Australia i Nowa Zelandia        | 14 czerwca 2008 | EMI             | CD     |
| Cały świat (z pewnymi wyjątkami) | 16 czerwca 2008 | EMI             | CD     |
| Kanada                           | 17 czerwca 2008 | Capitol         | CD     |
| Stany Zjednoczone                | 17 czerwca 2008 | Capitol         | CD     |